# Mettes stemme
|  | Denne artikel er oprettet af botten Steenthbot ud fra en ekstern database. Den kan derfor have sproglige fejl eller mangler. Denne skabelon kan fjernes efter kontrol af indholdet. |

Mettes stemme er en dansk dokumentarfilm fra 2014 instrueret af Katrine Borre.

## Handling
Mette er 43 år og uddannet sygeplejerske. Hun har været psykiatrisk patient i 15 år. Hørt stemmer fra hun var otte år. Med diagnosen paranoid skizofreni tilhører Mette en af de tungeste grupper inden for psykiatrien. En gruppe, der stadig er stigmatiseret af fordomme. Filmen følger Mette i fire gode år; Mette trapper ned i medicin, bearbejder et traume, der nu dukker op. Får tilknytning til arbejdsmarkedet. Flytter fra det psykiatriske bosted. Kommer videre med sit liv. Et åbenhjertigt indblik i en verden, de færreste kender indefra, og set fra Mettes vinkel. 'Mettes stemme' henvender sig til dokumentarinteresserede, almindeligt socialt engagerede, brugere af psykiatrien samt studerende fra gymnasier og opefter.